# 2008년 두산 베어스 시즌
2008년 두산 베어스 시즌은 두산 베어스가 KBO 리그에 참가한 10번째 시즌으로, OB 베어스 시절까지 합하면 27번째 시즌이다. 김경문 감독이 팀을 이끈 5번째 시즌으로, 김동주가 주장을 맡았다. 팀은 8팀 중 롯데 자이언츠를 1경기 차로 따돌리고 정규시즌 2위에 오르며 포스트시즌에 진출했다. 이후 플레이오프에서 삼성 라이온즈를 4승 2패로 꺾었으나, 한국시리즈에서 SK 와이번스에게 1승 4패로 져 2년 연속 통합 준우승을 기록했다.

## 코치
- 김광수, 김태형, 김광림, 윤석환, 김민호, 강인권

## 타이틀
- 베이징 올림픽 금메달: 김경문(감독), 김광수(코치), 김태형(코치), 김민호(코치), 김동주, 이종욱, 고영민, 김현수
- 베이징 올림픽 대륙별 플레이오프 2위: 김경문(감독), 김광수(코치), 김태형(코치), 김민호(코치), 김선우, 고영민, 김동주, 이종욱
- KBO 골든글러브: 김동주 (3루수), 김현수 (외야수), 이종욱 (외야수), 홍성흔 (지명타자)
- 일구대상: 김경문
- 일구상 최고타자상: 김현수
- 제일화재 프로야구대상 대상: 김현수
- 제일화재 프로야구대상 특별상: 김경문
- 선수협 올해의 1군 선수상: 김현수
- 스포츠토토 올해의 타자상: 김현수
- 스포츠토토 올해의 특별상: 김경문
- 플레이오프 MVP: 이종욱
- 삼성 PAVV 스포츠조선 프로야구 테마랭킹 포지션별 베스트: 김현수 (외야수 2위)
- 스포츠조선 선정 야구 대표팀 포지션별 베스트9: 고영민 (2루수), 김동주 (3루수)
- 스포츠조선 선정 WBC 1차 후보선수 최강멤버: 고영민 (2루수), 김동주 (3루수), 김현수 (좌익수), 이종욱 (중견수)
- 고대신문 선정 고려대학교 역대 올스타: 홍원기 (유격수), 김동주 (3루수), 심재학 (우익수)
- 올스타 선발: 이종욱 (외야수)
- 올스타전 추천선수: 이재우, 김현수
- 컴투스프로야구2022 타이틀홀더 라인업: 이재우 (구원투수)
- 컴투스프로야구 선정 메이저리거 라인업: 김선우
- WAR: 김현수 (7.20)
- 공격 WAR: 김현수 (8.48)
- 출장(타자): 김현수, 고영민 (126)
- 출장(야수): 김현수 (126)
- 득점: 이종욱 (98)
- 안타: 김현수 (168)
- 2루타: 김현수 (34)
- 볼넷: 김현수 (80)
- 희생플라이: 김동주 (13)
- 타율: 김현수 (0.357)
- 출루율: 김현수 (0.454)
- 선발등판: 랜들 (29)
- 멀티히트: 김현수 (50)
- 득점권타율: 김현수 (0.379)
- BB/K: 김현수 (2.00)
- 추정득점: 김현수 (100)
- 구원승: 이재우 (11)
- 연봉 인상률: 임태훈 (200%)

### 퓨처스리그
- 퓨처스 올스타: 김강률, 진야곱, 김재환, 최주환
- 북부리그 출장(타자): 박진원 (84)
- 3루타: 박진원 (7)
- 도루: 윤승균 (54)
- 북부리그 완투: 김강률 (2)
- 북부리그 평균자책점: 김강률 (2.74)

## 선수단
- 선발투수 : 랜들, 김명제, 이혜천, 레스, 김선우, 이승학
- 구원투수 : 이재우, 김태영, 임태훈, 금민철, 박민석, 이용찬, 진야곱, 고창성, 김덕윤, 서동환, 이윤학, 노경은, 이원재
- 마무리투수 : 정재훈, 레이어, 원용묵, 김강률, 이재영
- 포수 : 이경환, 최재훈, 최승환, 김진수, 김재환, 채상병
- 1루수 : 안경현, 오재원, 최준석, 정원석
- 2루수 : 고영민, 최주환
- 유격수 : 이대수, 김재호
- 3루수 : 김동주, 김용의
- 좌익수 : 김현수
- 중견수 : 이종욱
- 우익수 : 유재웅, 이성열, 전상렬, 민병헌
- 지명타자 : 홍성흔

## 여담
- 3월 29일 우리 히어로즈와의 개막전은 우천취소되었는데, 이는 KBO 리그 사상 첫 개막전 우천취소다.
- 9월 3일 한화 이글스와의 경기는 연장 18회까지 진행되어 KBO 리그 역대 최장이닝 경기로 남아있다.
- 2008년 두산 베어스에 입단한 투수 남궁훈은 작은할아버지와 아버지 모두 야구인으로 활동한 경력이 있어, 3대가 모두 야구인인 KBO 리그 최초의 사례가 되었다.
- 홍성흔은 KBO 포스트시즌 사상 처음으로 통산 100루타를 달성했다.
- 김덕윤은 이 시즌을 끝으로 은퇴했는데, 통산 7승 무패를 기록해 KBO 리그에서 통산 0패를 기록한 투수들 중 현재까지 최다승 투수로 남아있다.

## 같이 보기
- 2009년 두산 베어스 시즌